# Contlalco, Morelos
Contlalco är en ort i Mexiko.   Den ligger i kommunen Tetecala och delstaten Morelos, i den sydöstra delen av landet, 90 km söder om huvudstaden Mexico City. Contlalco ligger 1 120 meter över havet och antalet invånare är 316.
Terrängen runt Contlalco är kuperad åt nordväst, men åt sydost är den platt. Runt Contlalco är det ganska tätbefolkat, med 129 invånare per kvadratkilometer. Närmaste större samhälle är La Joya, 2,4 km väster om Contlalco. I omgivningarna runt Contlalco växer huvudsakligen savannskog.